# Tim Phivana
Tim Phivana (Khmer ទឹម ភីវណ្ណា; * 3. Juni 1940) ist ein ehemaliger kambodschanischer Radrennfahrer.

## Sportliche Laufbahn
Phivana war im Bahnradsport aktiv. Er war Teilnehmer der Olympischen Sommerspiele 1964 in Tokio. Er startete im Sprint und scheiterte im Vorlauf am späteren Olympiasieger Giovanni Pettenella. Über sein weiteres Leben und sportlichen Erfolge ist nichts bekannt.